# Edificio de la Caja de Ahorros de Asturias

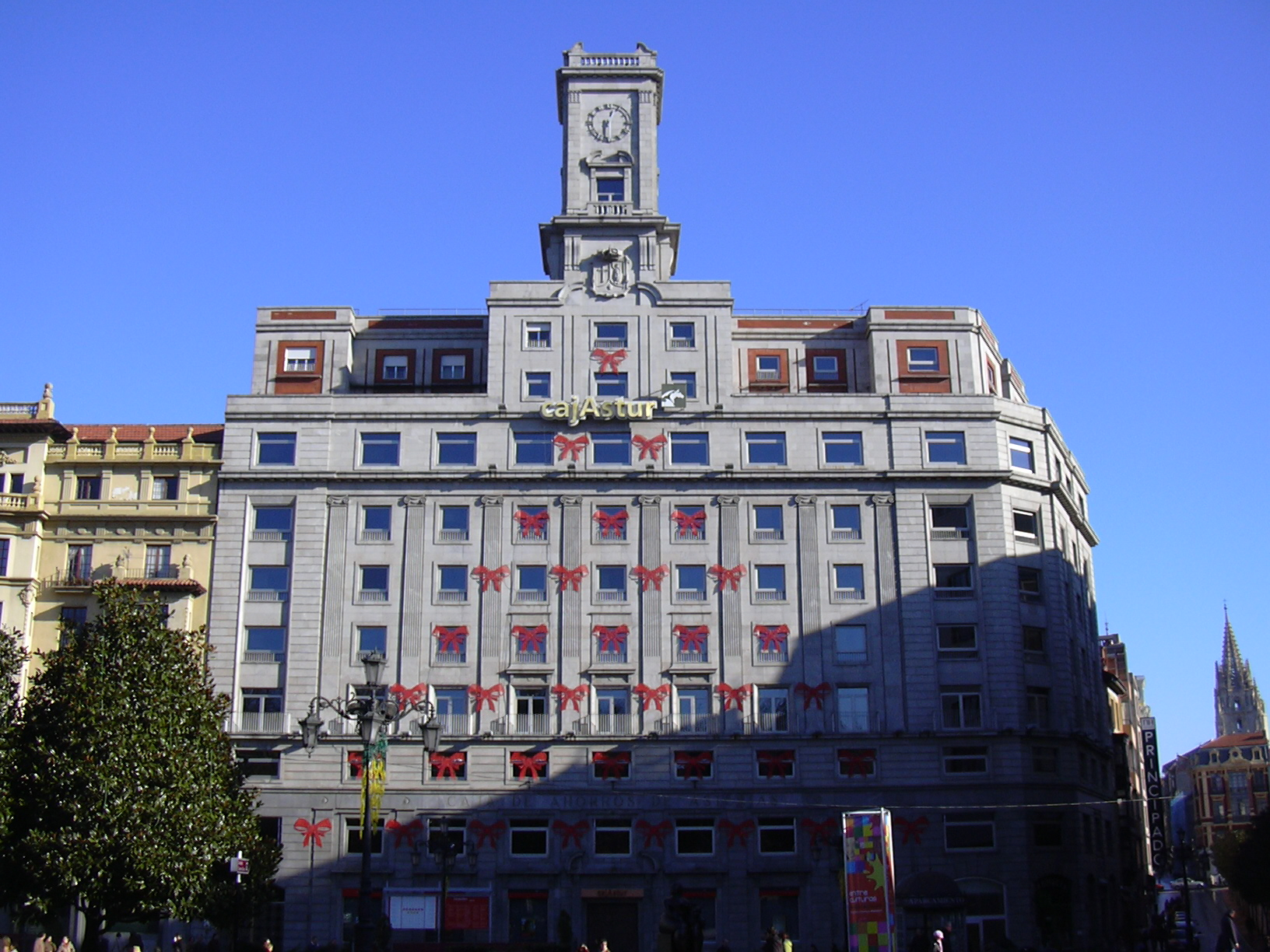

El Edificio de la Caja de Ahorros de Asturias ubicado en la Plaza de la Escandalera, en Oviedo, Asturias (España), es uno de los mejores exponentes de la arquitectura de la autarquía en Asturias. Fue construido entre 1946 y 1965 por el arquitecto Julio Galán Gómez. 

## Contexto histórico-artístico
La arquitectura de la autarquía se caracteriza por un fuerte intervencionismo ideológico y propagandístico estatal. Durante esta época (1939-1949) se realizan tres tareas principales en el ámbito urbanístico y arquitectónico: se trabaja en la elaboración de viviendas, se reconstruyen los monumentos dañados tanto en la Guerra Civil como en la Revolución del 34 y se procede a la construcción de edificios de nueva planta en el nuevo orden del régimen: un estilo basado en los historicismos que lo relacionen con las glorias pasadas. Este periodo culmina en Asturias con el edificio objeto de análisis.

## Arquitecto
Julio Galán Gómez (La Coruña, 1908 – Milán, 1975), hijo del también arquitecto Julio Galán Carvajal consiguió su titulación en arquitectura en Madrid en 1936 y ese mismo año fue nombrado Arquitecto Municipal Interino del Ayuntamiento de Oviedo (1936-1938). Es el momento en que firma su primer trabajo: una casa en la travesía de Santo Domingo para David Álvarez del Busto.  Después ejerció como Arquitecto Director de Construcciones Escolares de la Provincia de Oviedo (1939-1959) y Municipal del Ayuntamiento de Langreo (1940-1975). A lo largo de su larga carrera trabajó habitualmente con el delineante Francisco Ruiz Tielve y Jaime Llames. Según Fernando Nanclares y Nieves Ruiz, Julio Galán se caracteriza por una “extraordinaria capacidad para el detalle en la práctica de una arquitectura academicista revisada y, en cierto modo, modernizada”. Se trata de uno de los arquitectos más importantes de este estilo en Asturias.

## El encargo
La Junta Ejecutiva de la Caja de Ahorros de Oviedo compró los solares 4, 6 y 8 de la Plaza de la Escandalera en marzo de 1945. Más adelante, en abril del año siguiente adquirió el solar número 2 de la misma plaza siendo este el espacio utilizado para la construcción de la nueva sede. El edificio de la Caja de Ahorros de Asturias fue producto del Concurso de Anteproyectos para la Caja de Ahorros celebrado en el año 46 al que se enviaron diez proyectos. Recibieron los tres primeros premios los arquitectos Julio Galán Gómez, Félix Cortina y J. Vallaure y Juan Corominas Fernández-Peña consecutivamente. El proyecto definitivo no fue aprobado hasta 1952. 
El 15 de noviembre de 1945 se envían al Colegio de Arquitectos de León unas primeras bases que se complementan con las remitidas el 30 de enero de 1946 redactadas conforme «a las Bases Generales aprobadas oficialmente en Junta General Extraordinaria del Colegio de Arquitectos». En ellas, se especifica tanto la estructura como el estilo que debe seguir el proyecto.

## Análisis formal y estilístico
El edificio prima en horizontalidad y compactación. Esa horizontalidad se rompe en su eje axial con la elevación en altura de la torre del reloj. Está formado por tres cuerpos diferenciados únicamente por una sencilla línea de imposta.  
El cuerpo inferior dedicado a las funciones de sótano y bajo destaca por el uso de aparejo almohadillado sin apenas volumen que remite a los palacios renacentistas, y, por consiguiente, al estilo neoclásico. En él vemos el amplio vano de entrada en el lateral izquierdo formado por un arco escarzano de grandes dovelas. Sobre este se encuentra un vano rectangular sin ornamento. El resto del piso se estructura en dos franjas de ventanas rectangulares entre pilastras almohadilladas de orden gigante que llegan a la línea de entablamento. Este friso corrido que separa el bajo del entresuelo aparece decorado por pequeños tondos que coinciden con las pilastras y por la inscripción en letras humanistas que hace referencia a la entidad bancaria. 
El cuerpo central está formado por cuatro pisos de ventanas rectangulares separadas por pilastras gigantes estriadas de orden jónico y enmarcadas por la utilización del almohadillado en los laterales. Sobre este cuerpo aparece un piso más de ventanas. 
Lo que más destaca del edificio es el torreón de uno seis metros, elevado sobre el último cuerpo de ventanas acompañado a los laterales por dos alas retranqueadas. Esta parte superior concentra la mayor riqueza del edificio pues en ella se ve una estilización de frontón curvo, formado por la línea de imposta partida por el escudo del promotor siguiendo el estilo barroco. Sobre este vemos dos grandes ménsulas bajo la cornisa. Finalmente se dispone la torre del reloj, con una ventana abalaustrada y rematada por un frontón curvo partido en cada uno de sus lados. Las esquinas rematadas por pilastras de capitel corintio muy estilizado. La torre se remata con una balaustrada decorada en sus esquinas con aletones. 
El estilo empleado en la construcción es un historicismo: un neoclasicismo con algunos elementos barrocos, como los frontones partidos en el torreón que remata el conjunto. El conjunto destaca por su elegancia y equilibrio compositivo, limpieza de formas, así como por su gran monumentalidad, aspectos característicos de la arquitectura autárquica, con un marcado carácter ideológico (contribuir a resaltar la grandeza del régimen relacionando la arquitectura moderna con la propia del clasicismo y de la época de los Austrias, algo que se ve en este caso por la utilización de la bicromía formada por gris de la piedra y rojo del ladrillo)3333
- Datos: Q61984544
- Multimedia: Edificio Central de Cajastur / Q61984544